# Ceratophrys
Ceratophrys – rodzaj płazów bezogonowych z rodziny Ceratophryidae.

## Zasięg występowania
Rodzaj obejmuje gatunki występujące w tropikalnych regionach Ameryki Południowej.

## Systematyka

### Etymologia
- Phrynocerus: gr. φρυνη phrunē, φρυνης phrunēs „ropucha”[9]; κερας keras, κερατος keratos „róg”[10]. Nomen nudum.
- Ceratophrys: gr. κερας keras, κερατος keratos „róg”[10]; οφρυς ophrus, οφρυος ophruos „brew”[11].
- Stombus: gr. στoμβος stombos „głęboko brzmiący, głośny”[12]. Gatunek typowy: Rana cornuta Linnaeus, 1758.
- Phrynoceros: gr. φρυνη phrunē, φρυνης phrunēs „ropucha”[9]; κερας keras, κερατος keratos „róg”[10]. Gatunek typowy: Phrynoceros vaillanti Tschudi, 1838 (= Rana cornuta Linnaeus, 1758).
- Trigonophrys (Triogonophrys): gr. τριγονον trigōnon „trójkąt”, od τρεις treis, τριων triōn „trzy”; γωνια gōnia „kąt”[13]; οφρυς ophrus, οφρυος ophruos „brew”[11]. Gatunek typowy: Trigonophrys rugiceps Hallowell, 1857 (= Uperodon ornatum Bell, 1843).

### Podział systematyczny
Do rodzaju należą następujące gatunki:
- Ceratophrys aurita (Raddi, 1823)
- Ceratophrys calcarata Boulenger, 1890
- Ceratophrys cornuta (Linnaeus, 1758) – rogatka itania[14]
- Ceratophrys cranwelli Barrio, 1980
- Ceratophrys joazeirensis Mercadal de Barrio, 1986
- Ceratophrys ornata (Bell, 1843) – rogatka ozdobna[14][15]
- Ceratophrys stolzmanni Steindachner, 1882
- Ceratophrys testudo Andersson, 1945